# Leichtathletik-Weltmeisterschaften 2011/Teilnehmer (Katar)
| Goldmedaillen | Silbermedaillen | Bronzemedaillen |
| ------------- | --------------- | --------------- |
| —             | —               | —               |

Der Leichtathletik-Verband Katars stellte bei den Leichtathletik-Weltmeisterschaften 2011 im südkoreanischen Daegu vier Teilnehmer.

## Ergebnisse

### Männer

#### Laufdisziplinen
| Athlet             | Disziplin        | Vorlauf     | Vorlauf | Halbfinale         | Halbfinale         | Finale             | Finale             |
| Athlet             | Disziplin        | Zeit        | Platz   | Zeit               | Platz              | Zeit               | Platz              |
| ------------------ | ---------------- | ----------- | ------- | ------------------ | ------------------ | ------------------ | ------------------ |
| Femi Ogunode       | 200 m            | 20,54 s     | 8       | 20,58 s            | 9                  | nicht qualifiziert | nicht qualifiziert |
| Femi Ogunode       | 400 m            | 45,42 s SB  | 15      | 45,51 s SB         | 7                  | 45,55 s            | 8                  |
| Hamza Driouch      | 1500 m           | 3:42,09 min | 27      | nicht qualifiziert | nicht qualifiziert | nicht qualifiziert | nicht qualifiziert |
| Abubaker Ali Kamal | 3000 m Hindernis | 8:30,37 min | 20      |                    |                    | nicht qualifiziert | nicht qualifiziert |

#### Sprung/Wurf
| Athlet             | Disziplin  | Qualifikation | Qualifikation | Finale | Finale |
| Athlet             | Disziplin  | Höhe          | Platz         | Höhe   | Platz  |
| ------------------ | ---------- | ------------- | ------------- | ------ | ------ |
| Mutaz Essa Barshim | Hochsprung | 2,31 m        | 2             | 2,32 m | 7      |